# 西沙里院站
西沙里院站（朝鲜语：서사리원역；）曾为朝鲜铁路黃海青年線和殷栗線上的一个车站，位于黄海北道沙里院市，于1963年废止。

## 历史
- 1921年11月16日，落成使用。
- 1963年，车站停用。